# Río Boeza
El río Boeza es un río del noroeste de España, en la provincia de León, que nace en las estribaciones occidentales del Pico de la Rebeza, al norte de la Sierra de Gistredo, a unos 1830 m s. n. m.. Este río es afluente del río Sil, al que se une en Ponferrada, formando parte de la cuenca hidrográfica del Miño-Sil.

## Curso
El río Boeza fluye inicialmente por el municipio de Murias de Paredes, donde tiene su nacimiento, y avanza hacia el Bierzo Alto, atravesando los municipios de Igüeña, Folgoso de la Ribera, Torre del Bierzo y Bembibre. En su margen derecha se sitúan localidades como Congosto y Castropodame, mientras que en la margen izquierda se encuentran Molinaseca y otras localidades, terminando en Ponferrada, donde desemboca en el río Sil.
Este río y sus afluentes conforman la Cuenca del Boeza, una subcuenca hidrográfica asociada a la comarca de Bierzo Alto, histórica por el Señorío de Bembibre y, en el ámbito eclesiástico, parte del arciprestazgo del Boeza.
El recorrido del río Boeza se divide en tres tramos: 
- Alto Boeza: unos veinte kilómetros iniciales caracterizados por fuertes pendientes y un curso encajonado.
- La Ribera: tramo intermedio en el que el valle se ensancha, permitiendo el desarrollo de núcleos de población.
- Bajo Boeza: último tramo de aproximadamente veinte kilómetros, con pendientes suaves y terrazas fluviales, hasta su desembocadura en el Sil en Ponferrada.[1]

## Afluentes
El río Boeza, como afluente del río Sil, recibe numerosos tributarios tanto en su margen derecha como en la izquierda, distribuidos desde aguas arriba hacia aguas abajo:
Margen derecha
- Río Susano
- Río Urdiales
- Río de Quintana
- Río Noceda

Margen izquierda
- Río Bobín
- Río Tremor
- Río Castrillo
- Río Meruelo

Esta red hidrográfica incluye como afluentes principales los ríos Noceda, Tremor y Meruelo, junto con más de 700 cauces y arroyos de diferentes características.